# Boston Bomb Club
Boston Bomb Club is een computerspel dat werd ontwikkeld en uitgegeven door Silmarils. Het spel kwam in 1991 uit voor de Commodore Amiga, Atari ST en DOS. In het puzzelspel waarbij de speler bommen moet laten afgaan. Via bepaalde mechanismes kan de speler bommen op een bepaalde krijgen. Het speelveld wordt van bovenaf getoond in de vorm van een biljard. Elk level stijgt de moeilijkheidsgraad.

## Platforms
| Platform | Jaar |
| -------- | ---- |
| Amiga    | 1991 |
| Atari ST | 1991 |
| DOS      | 1991 |

## Ontvangst
| Beoordeeld door                | Platform | Datum         | Score |
| ------------------------------ | -------- | ------------- | ----- |
| ST Action                      | Atari ST | december 1993 | 80%   |
| Atari ST User                  | Atari ST | augustus 1993 | 79%   |
| ST Action                      | Atari ST | november 1991 | 76%   |
| Amiga Action                   | Amiga    | november 1991 | 69%   |
| Power Play                     | Amiga    | december 1991 | 67%   |
| Amiga Joker                    | Amiga    | oktober 1991  | 61%   |
| ASM (Aktueller Software Markt) | DOS      | januari 1992  | 50%   |
| ASM (Aktueller Software Markt) | Atari ST | januari 1992  | 50%   |
| ASM (Aktueller Software Markt) | Amiga    | januari 1992  | 50%   |